# Moorselaar
De Moorselaar is een natuurgebied van een kleine 10 ha groot dat zich op 1 km ten noordwesten van de kom van het Nederlandse dorp Lieshout bevindt en ten zuiden van de buurtschap Ginderdoor.
Het maakte deel uit van een oud kleinschalig landbouwgebied dat sinds 1897 niet veranderd is. Toen echter in 1959 een ruilverkaveling in het gebied plaatsvond wilde men ook dit gebied geschikt maken voor de intensieve landbouw. Dit lukte niet, daar het gebied laaggelegen en drassig was. Het ligt nabij de Donkervoortse Loop.
Nu is het een natuurgebied dat sinds 1989 door een groep plaatselijke vrijwilligers extensief beheerd wordt als hooiland. Geleidelijk ontwikkelt zich een gevarieerde flora. Voorts is er wilgenstruweel en riet.
Het gebied is rijk aan vogels, zoals kleine karekiet, rietgors en watersnip.